# 젯상
젯상(祭床)은 고인의 망일(亡日)을 기념하는 제삿날에 차리는 상이다. 음식은 주(酒)·과(果)·포(脯)·혜(醯)·탕(湯)·적(炙)·채(菜)·침채(浸菜)·청장(淸醬)·편(▩)·조과(造菓)를 차려 제기에 괴어 담는다. 음식은 재료를 썰지 않고 통으로 하며 양념도 많이 쓰지 않는다.